# Dick Loggere

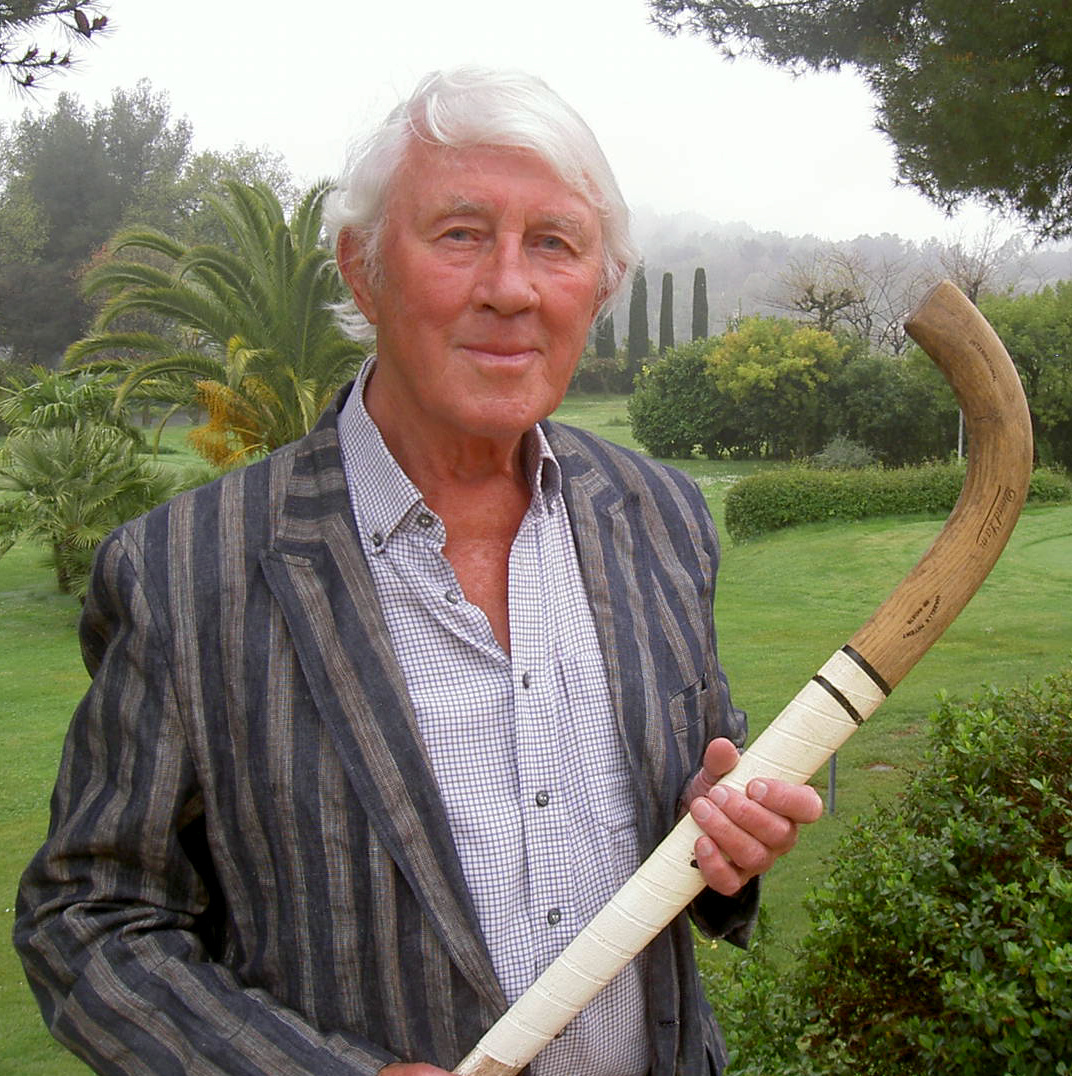
Dick Loggere (2008)

Hermanus Pieter „Dick“ Loggere (* 6. Mai 1921 in Amsterdam; † 30. Dezember 2014 in Hilversum) war ein niederländischer Hockeyspieler, der bei den Olympischen Spielen 1948 die Bronzemedaille und bei den Olympischen Spielen 1952 die Silbermedaille gewann.

## Karriere
Dick Loggere spielte als Mittelfeldspieler von 1937 bis 1961 für den Laren MHC. 1956 und 1961 wurde er niederländischer Meister. Von 1946 bis 1958 trat er in 85 Länderspielen für die Niederlande an.
1948 bei den Olympischen Spielen in London belegten die Niederländer in der Vorrunde den zweiten Platz hinter der pakistanischen Mannschaft, wobei Pakistan das Spiel gegen die Niederlande mit 6:1 gewonnen hatte. Im Halbfinale setzte sich die indische Mannschaft gegen die Niederländer durch, die britische Mannschaft besiegte Pakistan. Das erste Spiel um Bronze zwischen den Niederlanden und Pakistan endete 1:1, im Wiederholungsspiel gewannen die Niederländer mit 4:1 und erhielten die Bronzemedaille.
Bei den Olympischen Spielen 1952 in Helsinki nahmen nur zwölf Mannschaften am Hockeyturnier teil. In der ersten Runde erhielten vier Mannschaften ein Freilos, darunter die Niederländer. Im Viertelfinale besiegten die Niederländer die deutsche Mannschaft mit 1:0. Ebenfalls mit 1:0 endete das Halbfinale gegen die pakistanische Mannschaft. Im Finale unterlagen die Niederländer der indischen Mannschaft mit 1:6.
1956 hätte Loggere noch einmal an Olympischen Spielen teilnehmen sollen. Aber nach dem Volksaufstand in Ungarn boykottierten die Niederlande die Spiele in Melbourne. Dick Loggere gründete 1954 seinen eigenen metallverarbeitenden Betrieb, den er 1999 an seinen Sohn übergab.